# Gouy (Aisne)
Gouy is een gemeente in het Franse departement Aisne (regio Hauts-de-France) en telt 649 inwoners (1999). De plaats maakt deel uit van het arrondissement Saint-Quentin.
In de gemeente liggen de Britse militaire begraafplaatsen Guizancourt Farm Cemetery en Prospect Hill Cemetery.
De Schelde ontspringt in deze gemeente, op het domein van de voormalige abdij van Mont-Saint-Martin op de weg van Gouy naar Estrées.

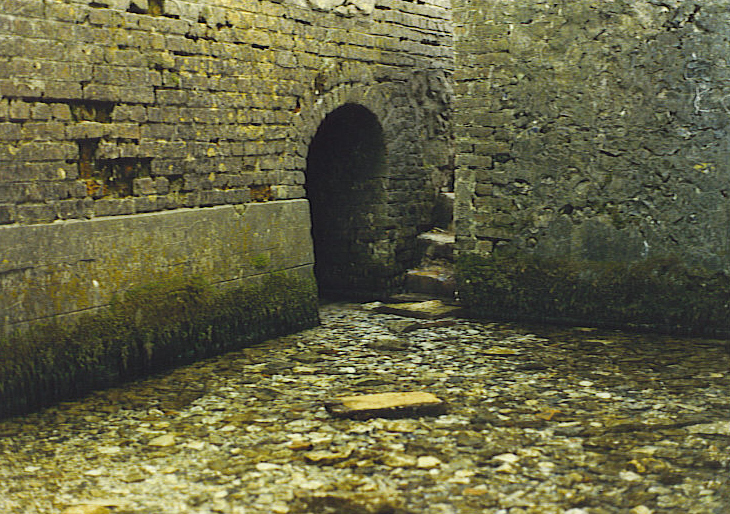
Scheldebron te Gouy
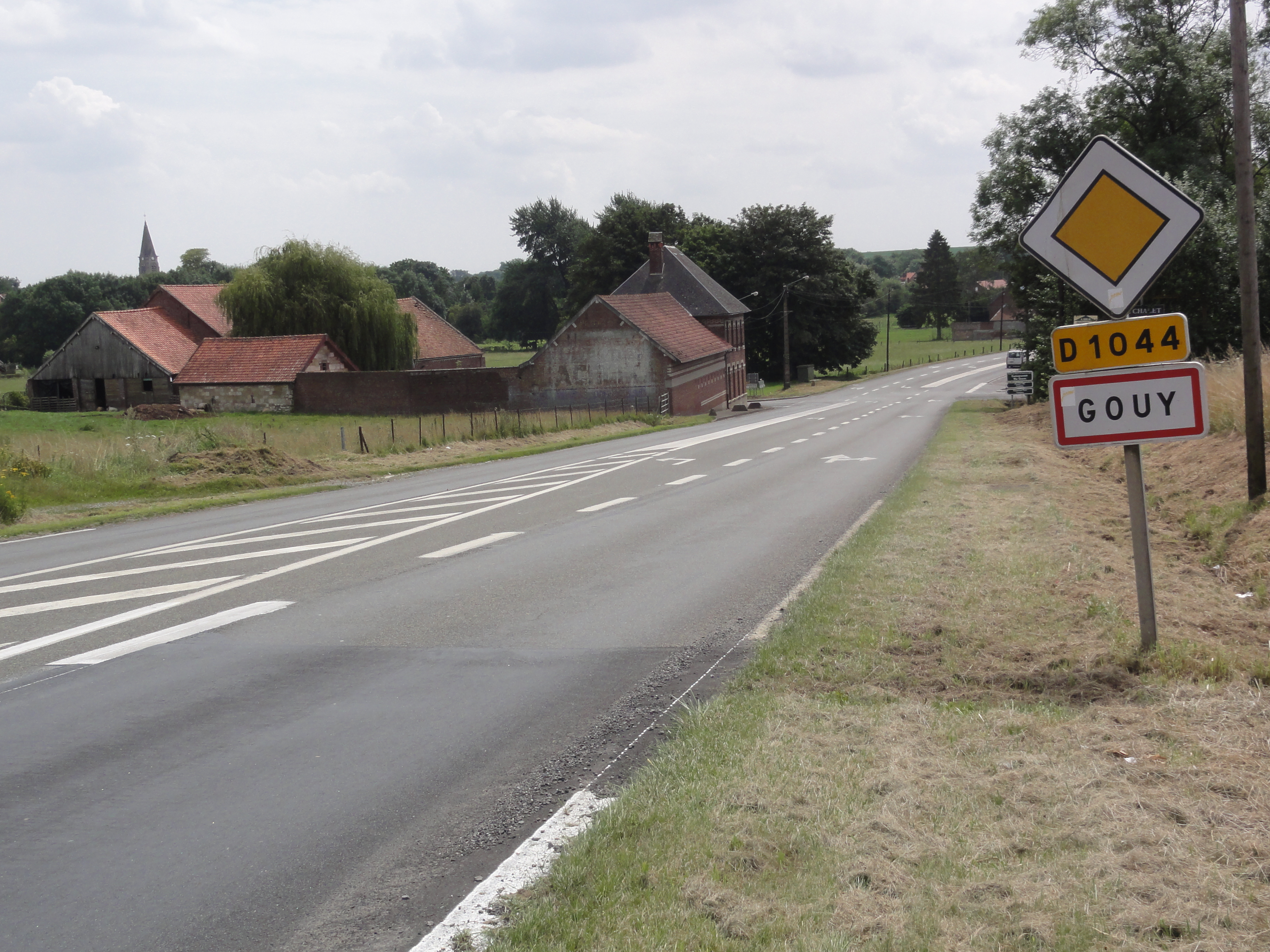

## Geografie
De oppervlakte van Gouy bedraagt 17,8 km², de bevolkingsdichtheid is 36,5 inwoners per km².
De onderstaande kaart toont de ligging van Gouy (Aisne) met de belangrijkste infrastructuur en aangrenzende gemeenten.

## Demografie
Onderstaande figuur toont het verloop van het inwonertal (bron: INSEE-tellingen).

Vanwege een beveiligingsprobleem met de MediaWiki Graph-software is het momenteel niet mogelijk deze grafiek weer te geven. Zodra de software is bijgewerkt zal de grafiek vanzelf weer zichtbaar worden.